# Ittrium
Az ittrium fémesszürke átmenetifém. Vegyjele: Y, rendszáma 39, nyelvújításkori neve pikeny. Kémiai viselkedése hasonló a lantanoidákhoz, az ún. ritkaföldfémek közé sorolják. Az ittrium szinte majdnem mindig más ritkaföldfémekkel együtt található meg az ásványokban. Egyetlen stabilis izotópja a 89Y, amely egyúttal az egyetlen természetben előforduló ittriumizotóp. 
Az elemet 1787-ben fedezte fel Carl Axel Arrhenius Svédországban, Ytterby-ben, és a falu neve után ytterbitnek nevezte el. Az ittrium-oxidot (Y2O3) Johan Gadolin találta meg Arrhenius mintájában 1789-ben. Az új oxidnak Anders Gustaf Ekeberg az yttria nevet adta. Az elemi ittriumot Friedrich Wöhler német vegyész izolálta 1828-ban. 
Az ittrium legfontosabb felhasználási területe a foszforeszkáló anyagok előállítása, mint amilyen a katódsugárcsöves (CRT=Cathode Ray Tube) televíziók kijelzője és a LED-ek. Egyéb felhasználási lehetőségek között meg kell említeni az elektródok, elektrolitok, elektronikus szűrők, lézerek és szupravezetők gyártását, számos orvostudományi alkalmazást. Különböző fémekben nyomnyi mennyisége javíthatja azok minőségét. Az ittriumnak a szervezetben nincs biológiai szerepe, az ittriumnak való kitettség emberekben tüdőbetegségeket okozhat.

## Fizikai és kémiai tulajdonságok
Az ittrium lágy kristályos átmenetifém. Szürkésfehér, könnyű fém, kristályrácsa hatszöges szoros illeszkedésű. Száraz levegőn nem oxidálódik, bár a szkandiumnál pozitívabb. Levegőn hevítve meggyullad: 
4 Y + 3 O2 → 2 Y2O3
Klóráramban már 200 °C-on:
2 Y + 3 Cl2 → 2 YCl3 
A tiszta tömbfém levegőn viszonylag stabil a felszínén kialakuló Y2O3 védőréteg miatt. Ez a réteg akár a 10 mikrométeres vastagságot is elérheti, ha a fémet vízgőzben 750 °C-ig hevítjük. Apróra vágva levegőn nagyon instabil, forgácsai 400 °C felett meggyulladnak. 1000 °C-ra hevítve nitrogénben YN-et (ittrium-nitrid) kapunk. 
Kémiai tulajdonságai sokkal kevésbé hasonlítanak a periódusos rendszerben felette helyet foglaló szkandiumra, és ha fizikai tulajdonságai alapján becsülnénk meg rendszámát, az minden bizonnyal a 64,5 és 67,5 értékek között, azaz a gadolínium és erbium között kapna helyet. 
Kémiai reaktivitása a terbiumra és diszpróziumra emlékeztet. Oldataiban nagy mérete miatt az ittriumion úgy viselkedik, mint a nehéz lantanoida elemek. Az eggyel alatta lévő sorban elhelyezkedő atomokkal való méreti hasonlóság a lantanoidakontrakciónak nevezett jelenségnek tulajdonítható. A lantanoidáktól eltérően az ittrium szinte majdnem kizárólag három vegyértékű, míg azok kb. fele lehet más vegyérték. 

## Előállítása
Leggyakrabban ittrium-klorid és nátrium-klorid keverékének olvadékából állítják elő elektrolízissel.

## Vegyületei és reakciói
Három vegyértékű fémként általában +3-as oxidációs állapotban fordul elő szervetlen vegyületeiben, mindhárom vegyértékelektronját felhasználva a vegyképzés során. Jó példa erre a már említett fehér, szilárd ittrium-(III)-oxid. 
A fém fluoridja, hidroxidja, oxalátja vízoldhatatlan, míg bromidja, kloridja, jodidja, nitrátja és szulfátja oldhatóak. Az Y3+ kation oldatában színtelen, mivel d- és f-alhéja egyaránt üres.
Vízzel készségesen reagál, ekkor ittrium-(III)-oxid keletkezik. A tömény salétromsav és HF-oldat nem támadja meg azonnal a fémet, de más erős savak igen. Híg savak könnyen oldják, de alkáliák nem.
Hozzávetőleg 200 °C felett halogénekkel trihalogenideket alkot az YX3 általános összegképletnek megfelelően. Hasonlóképpen a szén, foszfor, szelén, szilícium és a kén is – magasabb hőmérsékleten – biner vegyületeket képez a fémmel való reakció eredményeképpen.
Az ittriumorganikus kémia foglalkozik a szén–ittrium kötést tartalmazó vegyületek kémiájával. Ismert néhány vegyület, amelyben az ittrium oxidációs állapota 0. (a +2-es oxidációs állapotot klorid olvadékoknál, míg a +1-est gázfázisú oxidklasztereknél figyelték meg). Néhány trimerizációs reakcióban a szerves ittrium vegyületek katalizátorként viselkednek. Ezek a vegyületek kiindulási anyagként YCl3-ot használnak, amelyet Y2O3-ból nyernek tömény sósavval és ammónium-kloriddal.
Az ittriumkomplexek esetében figyeltek meg először η7-es haptocitást. 

### Kimutatása
Igen hasonló a szkandiumhoz, de sóinak oldatából tioszulfáttal nem válik le.

## Fordítás
Ez a szócikk részben vagy egészben  a   Yttrium című angol Wikipédia-szócikk fordításán alapul.  Az eredeti cikk szerkesztőit annak laptörténete sorolja fel. Ez a jelzés csupán a megfogalmazás eredetét és a szerzői jogokat jelzi, nem szolgál a cikkben szereplő információk forrásmegjelöléseként.